# Суера (Кастельйон)
Суера, Суерас (валенс. Suera, ісп. Sueras, офіційна назва Suera/Sueras) — муніципалітет в Іспанії, у складі автономної спільноти Валенсія, у провінції Кастельйон. Населення — 680 осіб (2010).

## Географія
Муніципалітет розташований на відстані близько 290 км на схід від Мадрида, 25 км на захід від міста Кастельйон-де-ла-Плана.

## Демографія
Динаміка населення (INE ):

## Галерея зображень

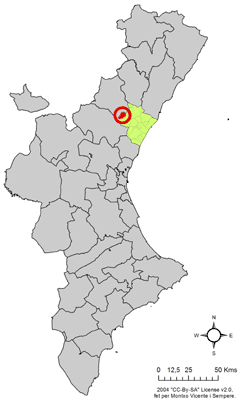
Розташування муніципалітету Суера у автономній спільноті Валенсія
Розташування муніципалітету Суера у комарці Плана-Баха